# Final Song
"Final Song" é uma canção da cantora e compositora dinamarquesa MØ, gravada para o seu futuro segundo álbum de estúdio. Foi composta pela própria com auxílio de Noonie Bao e Uzoechi Emenike, sendo produzida por MNEK. O seu lançamento como o segundo single do disco ocorreu em 13 de maio de 2016, através das gravadoras Chess Club e RCA Victor.

## Lista de faixas
| Digital download |              |                                               |              |         |  |
| N.º              | Título       | Compositor(es)                                | Produtor(es) | Duração |  |
| 1.               | "Final Song" | Karen Marie Ørsted Noonie Bao Uzoechi Emenike | MNEK         | 3:55    |  |

| Diplo & Jauz Remix |                                   |         |  |
| N.º                | Título                            | Duração |  |
| 1.                 | "Final Song" (Diplo & Jauz Remix) | 3:10    |  |

| Jerome Price Remix |                                   |         |  |
| N.º                | Título                            | Duração |  |
| 1.                 | "Final Song" (Jerome Price Remix) | 4:19    |  |

## Desempenho nas tabelas musicais

### Posições
| Tabela musical (2016)                         | Melhor posição |
| --------------------------------------------- | -------------- |
| Alemanha (Media Control Charts)               | 63             |
| Austrália (ARIA Charts)                       | 41             |
| Áustria (Ö3 Austria Top 40)                   | 55             |
| Bélgica (Ultratop 50 de Flanders)             | 14             |
| Bélgica (Ultratop 40 da Valônia)              | 29             |
| Dinamarca (Tracklisten)                       | 4              |
| Escócia (The Official Charts Company)         | 16             |
| Irlanda (IRMA)                                | 40             |
| Nova Zelândia (NZ Top 40 Heatseekers Singles) | 9              |
| Noruega (VG-lista)                            | 9              |
| Países Baixos (MegaCharts)                    | 50             |
| Reino Unido (UK Singles Chart)                | 28             |
| Reino Unido (UK Dance Singles Chart)          | 9              |
| Chéquia (IFPI Česká Republika)                | 43             |
| Suécia (Sverigetopplistan)                    | 56             |
| Suíça (Schweizer Hitparade)                   | 68             |

## Histórico de lançamento
| Região | Data               | Formato          | Gravadora  |
| ------ | ------------------ | ---------------- | ---------- |
| Mundo  | 13 de maio de 2016 | Download digital | Sony Music |